# Чернове (Курманський район)
Черно́ве (до 1948 року — Фрайдорф, крим. Fraydorf) — село Курманського району Автономної Республіки Крим.
Відстань від райцентру до населеного пункта становить 28 кілометрів по прямій.